# Bico (Amares)
Bico é uma povoação portuguesa sede da Freguesia de Bico do Município de Amares, freguesia com 2,29 km² de área e 816 habitantes (censo de 2021), tendo, por isso, uma densidade populacional de 356,3 hab./km².

## História
Integrava o concelho de Entre Homem e Cávado, extinto em 31 de dezembro de 1853, data em que passou para o concelho (atual município) de Amares.

## Demografia
A população registada nos censos foi:
| Ano  | 0-14 Anos | 15-24 Anos | 25-64 Anos | > 65 Anos |
| 2001 | 128       | 92         | 254        | 54        |
| 2011 | 179       | 90         | 436        | 72        |
| 2021 | 160       | 104        | 450        | 102       |